# Mysella pedroana
Mysella pedroana är en musselart som beskrevs av Dall 1899. Mysella pedroana ingår i släktet Mysella och familjen Lasaeidae. Inga underarter finns listade i Catalogue of Life.